# 花咲スポーツ公園陸上競技場
花咲スポーツ公園陸上競技場（はなさきスポーツこうえんりくじょうきょうぎじょう）は、北海道旭川市にある陸上競技場。

## 概要
花咲スポーツ公園内にあり、道北唯一の日本陸上競技連盟第2種公認競技場となっている。地区の陸上競技記録会や全国大会の北海道選考会などに使用される。1996年（平成8年）に当時ジャパンフットボールリーグ（JFL）所属であったコンサドーレ札幌の主催試合を開催したが、現在は日本プロサッカーリーグ（Jリーグ）のスタジアム標準を満たしていない（ピッチサイズ、座席の収容人員など）。

## 施設
開設期間：4月20日から10月20日
面積：34,000m²
メインスタンド
鉄筋コンクリート平屋建、スタンド面積855m²
事務室、会議室、役員室、記録室、放送室、器具庫、更衣室（シャワー室）、予備室、便所（身障者用便所）、電気・機械設備室
トラック・フィールド
トラック（1周400mの単心円、9レーン、3,000m障害、全天候型舗装、写真判定設備）
インフィールド（砲丸投、やり投、円盤投、ハンマー投、走高跳（全天候型舗装）、サッカー競技（芝生舗装））
アウトフィールド（走幅跳、三段跳、棒高跳（芝生舗装、助走路は全天候型舗装））

## 参考資料
- “旭川市都市公園条例”. 旭川市例規類集.  旭川市. 2015年9月8日閲覧。
- “旭川市都市公園条例施行規則”. 旭川市例規類集.   旭川市. 2015年9月8日閲覧。
- “花咲スポーツ公園” (PDF).   旭川市 (2013年). 2015年9月10日閲覧。